# Kurenurme
Kurenurme es una localidad situada en el municipio de Võru, en el condado de Võru, Estonia. Según el censo de 2021, tiene una población de 47 habitantes.